# Groepsportret

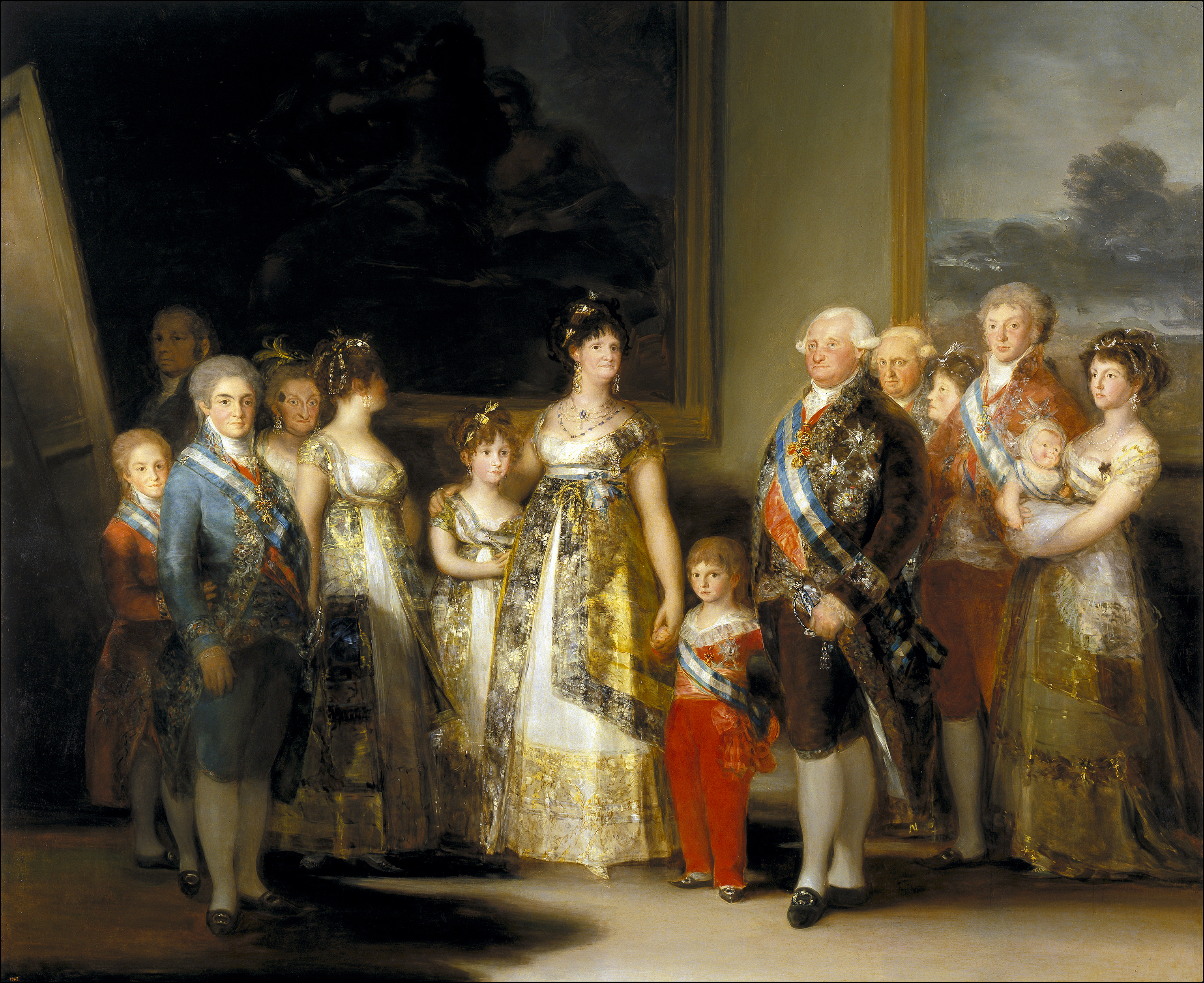
Karel IV van Spanje en zijn familie, geportretteerd door Francisco Goya

Een groepsportret is in de beeldende kunst een portret van meerdere personen. Het genre was populair in diverse perioden van de schilderkunst, met name in de Renaissance en Barok, maar ook in de moderne kunst.
Specifiek genres binnen het groepsportret in de Nederlandse Gouden Eeuw waren het schuttersstuk en het regentenstuk.

## Voorbeelden
Bekende groepsportretten zijn:
- De Nachtwacht van Rembrandt van Rijn
- Las Meninas van Diego Velázquez
- Karel IV van Spanje en zijn familie van Francisco Goya
- De Bremmergroep van Charley Toorop